# はんにゃ.
はんにゃ.は、吉本興業（東京本社）所属のお笑いコンビ。2004年結成。NSC東京校10期生。
2023年2月、「はんにゃ」から「はんにゃ.」へ改名した。出囃子はMe&Myの「Dub-I-Dub」。また、コンビ揃って吉本坂46のメンバーでもある。

## メンバー
川島 章良（かわしま あきよし、1982年1月20日 - ）（43歳）
- 主にツッコミ（一部のネタではボケ）担当、立ち位置は向かって左。
- 埼玉県生まれ、東京都中野区出身。身長168cm、体重78kg。
- 姉が2人いる末っ子。
- 保善高等学校（商業科）、明海大学（不動産学部不動産学科第二部）卒業。
- 全商情報処理検定3級、習字の硬筆3級を所持している。
- 実家が料亭を営んでおり、その影響で料理上手。料理好きが高じ、だしソムリエの資格も取得した。
- 好きなタイプは鈴木亜美、南明奈。
- 好きな言葉は「一歩一歩」。
- 好きな食べ物は銀鱈の西京焼き。
- 夢は「東京駅に銅像がたつこと」
- 趣味はフットサル、スノーボード、オンラインゲーム。
- 事務所の先輩である田村淳（ロンドンブーツ1号2号）から「演技力がある」と褒められた。
- 相方・金田に比べてキャラクターが少ない。オーソドックスなツッコミスタイルだが、時に金田とのWボケも熟す。金田のキャラを引き立たせるため強い男役を演じることが多い。
- 眼鏡を着用すると仲本工事に似ているという持ちネタがあるものの、何を喋ればいいか分からず困っている。フジテレビの開局50周年記念番組『フジテレビ50ッスth!』のコーナー「バラエティルーツの旅・あなたがいたから僕がいる 半世紀大感謝祭!!」にて『爆笑レッドシアター』メンバーとして出演し、仲本と初共演して本人へ放送中に相談した。
- 尊敬する人物は木梨憲武（とんねるず）。相方である金田は「頼れる兄貴」と考えている。ただし、金田は川島より4つも年下。
- Mに見られることが多いそうだが、実は夜の顔はS（自称）。
- 2015年2月に一般人女性（河中あいの妹）と結婚、一女一男の父に。結婚後は夫婦でメディアに登場する機会も多くなっていたが、2025年7月22日に離婚を発表。この時、相方・金田の結婚も併せて発表された。
- 2016年4月、『しくじり先生 俺みたいになるな!!』（テレビ朝日）において2014年11月に腎臓がんが発見され、同年末に摘出手術を受けていたと告白した。
- 2020年2月5日、YouTubeにて吉本がスポンサーを務める『League of Legends』のゲーム実況チャンネルを開設。11月までにゴールドプレイヤーになれれば賞金100万円、失敗したら600万自腹という企画に挑戦する期間中、2023年2月6日まで「川島 of レジェンド」に改名して活動していた。

金田 哲（かなだ さとし、1986年2月6日 - ）（39歳）
- 主にボケ（一部のネタではツッコミ）・ネタ作り担当、立ち位置は向かって右。
- 愛知県田原市出身。田原市立田原中学校、愛知県立豊橋工業高等学校繊維科卒業。
- 父親は剣道の先生、母親は書道を嗜む家庭に育つ。姉、弟の三兄弟。剣道の腕前は三段。神社仏閣、歴史好き。尊敬する人物は徳川家康、鳥居強右衛門（小学五年生の自由研究で長篠の戦いを特集した際に感銘を受ける）。小学生の時に志村けん、岡村隆史（ナインティナイン）を敬愛しておりこの頃から芸人を志す。当時の担任も通知表で「ひょうきん者」と評している。中学へ入学してから同級生とコンビ『モンデー』を結成。中1〜3までの文化祭でコントや漫才を披露していたが、ほぼ下ネタだったという。高校の進路は、勉強は苦手だったため当時地元で有名な不良高校であった豊橋工業高校繊維工学科に入学。本人曰く「偏差値は15くらいだった」とのこと。その代わりに運動神経は非常に良く、小学校から高校まで成績表は全て5。高校からは剣道を辞め、サッカー部に所属。ナメられたくないという理由で中学の頃は県選抜だったと嘘をついてまで入部するも、あっさりバレた。高3時にはレギュラーになるが、この頃はスケートボードも本気でやっており、ジャンプ台から転倒し右足首靱帯を切ってしまったためギプス姿で3年最後の試合を応援した。
- 2002年、高校2年生の時に映画や洋楽の影響で海外に興味を抱く。特にナタリー・ポートマンやアヴリル・ラヴィーンに興味を持ち、アルバイトでお金を貯めて夏休みに人生初となるアメリカのシアトルへ友達と共に3人で10日間の旅行をした。キャンプやスケートボードを楽しむ中、当時所属していたシアトル・マリナーズのイチローを目撃して感銘を受ける。
- 高校卒業時に単位が足りず、留年になる予定が繊維工学科はその年で廃止になることによって自動的に退学にまで追い詰められる。そんな中で金田は校長や学年主任の下へ嘆願書を持って土下座しに行った結果、全校舎の掃除と筆記テストを受けさせてもらえた。そして合格を果たし無事に卒業できた。
- 2004年18歳で単身上京、NSCに入学する。すぐに後の相方となる川島と意気投合、現在のコンビを結成した。
- 寿司屋、警備員、新聞配達、引越し屋などでアルバイトをしていた。
- 2005年プロデビュー。2007年に金田だけ吉本からオーディションに参加するよう勧められ現場に行ってみると、それは新垣結衣主演の映画『フレフレ少女』のオーディションであった。何の説明も聞かされていなかった金田は台本も覚えていなかったため、その場でアドリブでやるように言われ訳も分からず演じてみると合格。吉本に入って最初に決まった仕事が映画であった。
- 2008年頃からネタのライブやオーディションで頭角を表し、『エンタの神様』（日本テレビ）で初のテレビ出演。その後も他のネタ番組へ出演し始める。
- 2009年に『爆笑レッドシアター』（フジテレビ）でブレイク、年間テレビ出演本数は505本。CM10本、レギュラー10本、月9出演、映画撮影など1日の仕事本数は最大で12本。平均睡眠時間は3時間で、約3年間休みなく働いた。
- その年の小学生が憧れる芸能人ランキングで1位が嵐、2位がはんにゃ、3位がイチローとなっていた。
- 2013年、ソフトバンクモバイル限定のショートムービーで初監督を務めた。
- 趣味は歴史、アイドル、ゴルフ、ボクシング、運についての研究。
- 好きな映画は『スタンド・バイ・ミー』『風立ちぬ』『ローン・サバイバー』。
- 好きなドラマは『マイ・ディア・ミスター〜私のおじさん〜』。
- 好きな漫画は『からくりサーカス』『宇宙兄弟』『キングダム』『サンクチュアリ』。
- モノノフ、JAMである。
- 座右の銘は「人間万事塞翁が馬」。
- 2025年7月22日、一般人女性との結婚を発表。この時、相方・川島の離婚も併せて発表された。

## 来歴
吉本の養成学校・NSCで2人は出会う。アドリブで合同コントをする授業で一時的に組んだところ、評判が良かったのがきっかけで2005年にコンビ結成。2人ともNSC時代はお笑いの授業にはあまり参加していなかったが、ダンスの授業には頻繁に出席していた。結成当初は川島が主導権を握り、ネタ作りも担当していた。
『爆笑レッドカーペット』に出演したことで知名度を上げた。お笑いだけでなく連続ドラマにも出演するなど人気絶頂になったが長くは続かず、レギュラー番組が終了するなどして仕事が激減した。これには2人とも「実力が伴ってなかった」と自分たちの実力不足を認めている。
2018年、コンビ揃って吉本坂46に合格しメンバー入り。
2017年9月8日放送の『エゴサーチTV』 (AbemaTV) において、コンビ揃ってレギュラー番組0本に落ち込んだ窮状を明かした。ネット上で噂されていた「金田の遅刻癖」について金田本人は認め、その遅刻癖が祟って「関西圏の劇場はすべて出禁」にされていると話した。
2023年2月7日、コンビ名を「はんにゃ.」に改名。併せて川島の芸名が本名に戻った。

## 芸風
主にコントで、2人とも学生に扮したネタを得意とする。後輩キャラの川島に対して金田はだらしない所を見せるも強がる先輩（弱虫役）を演じることが多い（逆に川島が先輩の場合もある）。ヘタレの先輩のネタでは金田が語尾に必ず「〜じゃねーし!」をつけるのがパターンになっている。
NSC時代には「ソルジャー漫才」というネタが人気を博し、同期であるオリエンタルラジオの「武勇伝」と人気を二分していた。ところがNSCの卒業公演で、はんにゃがトリを務めた際に川島がテンパってネタが飛んでしまい、漫才は大失敗。観客投票でも5位に終わる。1位はオリラジでこれによって2組の差が開いてしまい、この頃から川島と金田の立場が逆転した。その後オリラジはブレイク、オリラジの番組でバックダンサーをやるという屈辱を味わった。そしてコントにシフトするため、ソルジャー漫才を封印する。
一部のネタでは「セットをめちゃくちゃにすること」がお決まりになっている。
「ズクダンズンブングンゲーム」という独自のゲームを行うコントがある。金田がいきなり「ズクダンズンブングン…」と歌いながら独特の振り付けで踊り、突然ひとりで「負けた…」とうなだれ、ルールがまったく分からない川島が「何が!?」と混乱するというものである。

## 逸話
- NSCへ入学して間もない頃、新入生数名で昼食を取ろうとして金田の所持金がほとんど無かったためたまたま隣の席にいた川島に対して金を無心したことで、親交を深めるようになった。川島曰く「異様に目が大きくて、変な雰囲気の奴がほぼ初対面なのにいきなり金を貸してくれと言ってきた。チョット嫌とは言えないですよね…」。一方、金田曰く「18歳で上京したばかりで世間知らずだった。何も疑問に思わず、金を貸してくれと言っただけ」。
- コンビ名の由来については、他のコンビのようにカタカナや英語などではなく「和風の名前」を付けたいということで考えた結果、一番しっくり来たのが「般若」という言葉で仏教のイメージを払拭するため平仮名書きにした。単純にカタカナや横文字が苦手だとも語っている。もう1つの芸名の候補に『しゃらく』があったが、コンビ名に“ん”が入る芸人は人気が出るというジンクスから現在のコンビ名となった[7]。

## 出演
個別での出演は川島章良#出演、金田哲#出演を参照。

### テレビ
- 鬼のワラ塾（テレビ朝日、2008年10月4日 - 2009年9月26日）
- THE THREE THEATER → 爆笑レッドシアター（フジテレビ、2008年10月14日 - 2010年9月8日）
- ピラメキーノ（テレビ東京、2009年4月6日 - 2013年3月29日）- MC
  - ピラメキーノG（2010年4月16日 - 2011年3月4日）- MC
  - ピラメキーノ640（2013年4月1日 - 2015年9月30日）- MC
- テレ遊びパフォー!（NHK総合、2009年4月 - 2010年3月）- MC
- キャンパスナイトフジ（フジテレビ、2009年4月10日 - 2010年3月19日）
- 地元応援バラエティ このへん!!トラベラー（中京テレビ、2009年7月7日 - 2012年9月25日）
- はんにゃのこの手があったか!（日本テレビ、2009年10月3日 - 11月28日）- MC
- 恋するTV すごキュン（フジテレビ、2010年4月16日 - 9月24日）- MC
- ホメられてノビるくん（フジテレビ、2010年10月25日 - 2011年9月19日）
- もしもツアーズ（フジテレビ、2011年10月1日 - 2019年3月30日）- Kis-My-Ft2と交代で出演
- げんばるマン（NHK Eテレ、2012年4月11日 - 2014年3月14日、2014年10月9日 - 2015年3月12日）- MC
- ノリで行こう!!（TeNYテレビ新潟、2013年5月2日 - 2014年3月27日）- MC
  - 新潟アミューズメントバラエティー ナニすんのTV!!（TeNYテレビ新潟、2014年5月4日 - 2015年3月29日）- MC、オリエンタルラジオと交代で出演
  - ムズムズ!!トゥナイト（新潟総合テレビ、2015年4月3日 - 2019年3月29日）- MC、オリエンタルラジオと月替わりで出演
- アダムとイヴのホンネ.TV（TOKYO MX、2013年12月5日 - 2014年3月27日） - MC
- 4U（中京テレビ、2014年4月4日 - 2015年3月27日） - MC、スピードワゴンと交代で出演
- 47ランキンLIVE!（BSよしもと、2022年4月 - 2023年3月）- 週替わりMC

特別番組（MCもしくはメインキャスト）
- はんにゃ・フルーツポンチ・笑い飯の青春リベンジハイスクール （読売テレビ、2010年3月27日）

### ラジオ
- はんにゃのオールナイトニッポンR（ニッポン放送、2010年1月30日・2月27日・3月27日）
  - はんにゃのオールナイトニッポン（ニッポン放送、2010年4月13日 - 2011年3月29日）

### ドラマ
- ブラッディ・マンデイ 初回2時間SP（TBS、2008年10月11日） - 本人 役
- ブザー・ビート〜崖っぷちのヒーロー〜（フジテレビ、2009年7月 - 9月） - JC ARC社員 役
- 好好!キョンシーガール〜東京電視台戦記〜 第4話（テレビ東京、2012年11月2日） - 本人 役

### 映画
- 劇場版ペンギンの問題 幸せの青い鳥でごペンなさい（東宝、2009年）金田：カナダッス役（声の出演）、川島：カワシマッス役（声の出演）
- ピラメキ子役恋ものがたり〜子役に憧れるすべての親子のために〜（よしもとクリエイティブ・エージェンシー、2015年） - 本人 役

### インターネット
- よしもとオンライン（Yahoo! バラエティ）- 月曜1部レギュラー
  - はんにゃのズクダンShopping（2009年6月1日 - 2009年10月26日）
  - はんにゃのもっちょい（2009年11月2日 - 2010年12月27日）
- 美男子界（NOTTV、2012年4月17日 - 2013年6月30日）- MC
- よしログ（GYAO!、2011年1月17日 - 2019年）

### CM
- 映画 鴨川ホルモー
- サンガリア 氷晶シャーペット（2009年6月 - ）
- パルコ（2009年6月  - ）
- アオキーズ・ピザ（2009年7月 -）東海地区のみ
- 東京ジョイポリス（2009年7月 -）
- 城南建設「住宅情報館」（2010年1月 - ）
- ユーキャン（2010年1月1日 - ）
- 森永製菓 チョコボール（2010年3月 - ）
- 任天堂 毛糸のカービィ（2010年10月 - ）
- バンダイナムコゲームス みんなの縁日（2012年5月 - ）
- 家康公四百年祭（2015年）

### PV
- 君を守って 君を愛して（サンボマスター、2009年6月10日）
- 風になりたい（レッドシアターズ）

### 舞台・ライブ
- ルミネtheよしもと
- AGE AGE LIVE（ヨシモト∞ホール）
- LIVE STAND 07
- 神保町花月公演
  - 恋のシナリオ相談します（2007年8月4日 - 8月10日）
  - 湘南すずらん大学物語・1 海とセレブとへタレたち（2007年9月1日 - 9月9日）
  - 湘南すずらん大学物語・2 本当にあった怖い部室（2007年10月2日 - 10月8日）
  - 湘南すずらん大学 最終章 俺たちのビッグウェイブ（2007年11月6日 - 11月11日）
  - 凛（2007年12月4日 - 12月9日）
  - 神保町花月カウントダウン'08 〜ゆく芝居 くる芝居〜（2007年12月31日）
  - 何者でもない俺たち・1 さりげなく出会って なにげなく見つめて（2008年1月8日 - 1月14日）
  - 何者でもない俺たち・2 150グラムの品格（2008年2月5日 - 2月11日）
  - 何者でもない俺たち・3 愛と勇気のイレブンライダー（2008年3月4日 - 3月9日）
  - 花坂荘の人々・1 〜おなか、すいてない?〜（2008年4月15日 - 4月20日）主演
  - 花坂荘の人々・2 〜ブラザーズ&ブラザーズ〜 （2008年5月13日 - 5月18日）主演
  - 花坂荘の人々・3 〜これから、そしてここから〜 （2008年6月17日 - 6月22日）主演
  - 湘南すずらん大学物語2008〜波は何でも知っている〜（2008年8月19日 - 8月24日）
- LIVE STAND 08
- よしもとプリンスシアター
- 浅草花月
- LIVE STAND 09（2009年7月18日～7月20日） 幕張メッセ
- やりすぎフェスタ2009 劇場版やりすぎ都市伝説」 歌舞伎町フェスタ2009（2009年7月30日～8月31日）
  - はんにゃ座長 世界一気弱な悪役レスラー 計7公演
- やりすぎフェスタ in 京橋花月 〜劇場版 芸人都市伝説〜 計11公演（2010年1月６日～2月28日）
- 第2回沖縄国際映画祭（2010年3月24日～28日）
- 京橋花月
- やりすぎフェスタ2010　劇場版やりすぎ都市伝説」歌舞伎町フェスタ2010（2010年）
  - はんにゃ座長　みかんおじさん　計6公演
- 神保町花月　特別公演『肉体の悪魔』（2011年10月）主演

### その他
- FUNKY MONKEY BABYS「涙/夢」（2010年）初回限定盤のジャケットに起用されている。

## 作品

### 書籍
- しずる はんにゃ フルーツポンチ『スクールデイズ』（2009年3月20日、ヨシモトブックス（ワニブックス））
- CACCO-E! 男前芸人☆VISUAL BOOK（2009年7月21日、主婦の友社）
- OTOKOMAE PHOTO BOOK（2009年10月21日、ヨシモトブックス（ワニブックス））
- はんにゃ写真集 うらっつら（2009年9月25日、ワニブックス）
- お笑いハイブリッド!!（2009年9月28日、メディアボーイ）
- お笑いポポロ（2009年10月、麻布台出版社）
- お笑い男子校（2009年11月、ワニブックス）

### CD
- 風になりたい／レッドシアターズ（2009年8月5日、CD+DVD、PCCA-02999、お台場合衆国イメージソング、オリコン、CDTV共に7位）

メンバー：はんにゃ、狩野英孝、しずる、ジャルジャル、フルーツポンチ、柳原可奈子、ロッチ、我が家
- HOME TOWN／ザ!!トラベラーズ（2009年9月30日、オリコン10位、CDTV9位。）

HOME TOWN 名古屋編（YRCN-90082）にて、ブラックマヨネーズと歌唱。
- Onaraはずかしくないよ/ピラメキたいそう／はんにゃ・フルーツポンチ（2010年2月10日、CD+DVD、YRCN-90092、オリコン・CDTV共に2位）
- Punchしたっていいんだよ／はんにゃ・フルーツポンチ（2010年8月25日、CD+DVD、YRCN-90124、オリコン・CDTV共に6位）

### DVD
- はんにゃ単独ライブ「はんにゃチャンネル開局! やっちゃうよ!!」（2009年12月9日）

## 単独ライブ
- 2008年
  - 03月24日 ごきげんだぜ!!（新宿シアターブラッツ）初単独
  - 08月05日 ヘッポコsummerだぜ!!（笹塚ファクトリー）

- 2009年
  - 02月17日 へなちょこパンチ（北沢タウンホール）
  - 08月15日 はんにゃチャンネル開局! やっちゃうよ!!（SHIBUYA-AX）

- 2011年
  - 全国ツアー なにこれあれそれ（ルミネtheよしもと　他）

- 2012年
  - 全国ツアー ちょいのめり（ルミネtheよしもと　他）

- 2014年
  - 4月29日 ヌ～ン（銀座博品館劇場）10周年単独

- 2017年
  - 3月26日 てんや はんにゃ わんや（ルミネtheよしもと）オール新ネタコント

- 2018年
  - 3月21日 マジ家康ぅ〜（ルミネtheよしもと）オール新ネタ

- 2019年
  - 8月9日 するって〜とDoかい?（ルミネtheよしもと）